# おいでよ?!DENTSU!!
おいでよ?!DENTSU!!とは大阪電気通信大学が2011年からiTunesで無料配信している恋愛シミュレーションゲーム型大学案内アプリケーションである。登場するキャラクターは全員女性である。

## 概要
大阪電気通信大学で行われているプロジェクト『電ch!』の企画コンペから誕生した作品であり、イラストやシナリオ、システムに至るまで全て大学の在学生が製作している。オープンキャンパスにやってきた主人公の学生に四條畷キャンパスに在学する6人の先輩女子大生がそれぞれ所属する学部を案内する内容となっており、選択肢を選んで会話を進めながら時間が無くなりバスで帰るまで学部を回る流れになっている。

## 登場人物
鴻池つばき
理学療法学科3回生。
守口もも
医療福祉工学科3回生。
雪柳しのぶ
健康スポーツ科学科3回生。
野崎さくら
デジタルアート・アニメーション学科3回生。
岩船つつじ
メディアコンピュータ・システム学科3回生。
星田もみじ
デジタルゲーム学科3回生。
出典: